# Пропионовая кислота
Пропио́новая кислота́ (пропановая кислота, метилуксусная кислота, химическая формула — C3H6O2 или C2H5COOH) — cлабая химическая органическая кислота, относящаяся к классу предельных карбоновых кислот.
При стандартных условиях, пропионовая кислота — это бесцветная едкая жидкость с резким запахом.
Соли и анионы пропионовой кислоты называются пропиона́тами.

## Происхождение названия
Пропионовая кислота (с греческого «protos» — первый, «pion» — жир;) названа так, потому что она является наименьшей H(CH2)nCOOH кислотой, проявляющей свойства жирных кислот. 

## Физические и химические свойства
Температура самовоспламенения — 440 °C.
Смешивается с водой (неограниченно) и органическими растворителями.
По химическим свойствам — типичный представитель насыщенных карбоновых кислот; образует эфиры, амиды, галогенангидриды и т. д.

## История
Пропионовая кислота впервые была описана в 1844 году Йоханом Готлибом, который нашёл её среди продуктов разложения сахара. В течение следующих нескольких лет другие химики получали пропионовую кислоту различными способами, не осознавая, что они получали одно и то же вещество. В 1847 году, французский химик Жан-Батист Дюма (Jean-Baptiste Dumas) установил, что полученные кислоты были одним и тем же веществом, которое он назвал пропионовой кислотой.

## Получение
В природе пропионовая кислота найдена в нефти, образуется при брожении углеводов. В промышленности её получают карбонилированием этилена по реакции Реппе; каталитическим окислением пропионового альдегида в присутствии кобальта или ионов марганца; как побочный продукт при парофазном окислении углеводородов C4—C10. Большое количество пропионовой кислоты раньше получали как побочный продукт при производстве уксусной кислоты, но современные способы получения уксусной кислоты сделали этот метод второстепенным источником пропионовой кислоты.
Пропионовую кислоту также получают биологически при метаболическом разложении жирных кислот, содержащих нечётное число атомов углерода, и при разложении некоторых аминокислот. Бактерии рода Propionibacterium производят пропионовую кислоту как конечный продукт своего анаэробного метаболизма. Эти бактерии часто встречаются в желудке жвачных животных и в силосе, и отчасти из-за их деятельности швейцарский сыр имеет свой аромат.

## Производные
Пропионаты — соли и эфиры пропионовой кислоты. Щёлочные и щёлочноземельные соли пропионовой кислоты хорошо растворимы в воде и нерастворимы в органических растворителях. Эфиры пропионовой кислоты плохо растворимы в воде, смешиваются с органическими растворителями.

## Применение
Пропионовая кислота и её производные применяют в производстве гербицидов (пропанол, дихлорпрол), лекарственных средств (ибупрофен, феноболин и др.), душистых веществ (бензил-, фенил-, геранил-, линалоил- пропионаты), пластмасс (например, поливинилпропионата), растворителей (пропил-, бутил-, пентилпропионата и др.), винилпластификаторов и ПАВ (гликолевые эфиры).
Пропионовая кислота препятствует росту плесени и некоторых бактерий. Поэтому большая часть производимой пропионовой кислоты используется как консервант в пищевых продуктах, потребляемых человеком, и в кормах для животных. В кормах для животных применяется непосредственно пропионовая кислота либо её аммониевая соль (пропионат аммония). В пищевых продуктах, особенно в хлебе и в других хлебобулочных изделиях, пропионовая кислота используется как натриевая (пропионат натрия) или кальциевая (пропионат кальция) соли.

## Безопасность
Основная опасность пропионовой кислоты — это химические ожоги, которые могут произойти при контакте с концентрированной кислотой. В исследованиях на лабораторных животных, единственным неблагоприятным эффектом, связанным с долговременным употреблением небольшого количества пропионовой кислоты, было образование язв в пищеводе и желудке из-за разъедающих свойств вещества. При исследованиях не было обнаружено, что пропионовая кислота токсична, мутагенна, канцерогенна и негативно влияет на репродуктивные органы. В организме пропионовая кислота быстро окисляется, метаболизирует и выводится из организма как углекислый газ в цикле Кребса, не накапливаясь в организме.
 
Инъекции пропионовой кислоты вызывают у крыс патоморфологические и поведенческие эффекты характерные для расстройств аутического спектра. В этой связи высказывалось предположение о причастности пропионата кальция (пищевая добавка E282) к возникновению аутизма у детей.